# Coupe d'Europe des clubs champions de basket-ball 1981-1982
Navigation
Édition précédente Édition suivante
La Coupe d'Europe des clubs champions de basket-ball 1981-1982 est la 25e édition de la Coupe d'Europe des clubs champions de basket-ball masculine, compétition qui rassemble les meilleurs clubs de basket-ball du continent européen,.

## Format de compétition
- 24 équipes (uniquement les champions des ligues nationales européennes), évoluent selon un système de tournoi, en six groupes de trois ou quatre équipes. Le classement final est basé sur les victoires et les défaites. En cas d'égalité entre deux équipes ou plus après la phase de groupes, les critères suivants sont utilisés pour déterminer le classement final : 1) nombre de victoires en confrontation directe entre les équipes ; 2) différence de points entre les équipes ; 3) différence de points au sein du groupe.
- Les six premiers de cette phase de groupe s'affrontent dans une deuxième phase de groupe, suivant les mêmes règles.
- Les deux premiers s'affrontent en finale, en une manche sèche, sur terrain neutre.

## 1rephase de groupe
La première phase se déroule du 8 octobre au 19 novembre 1981.

### Groupe A
| Rang | Équipe              | Pts | J | G | P | Pp  | Pc  | Diff |  | Résultats (dom.\ext.) |        |        |        |        |
| ---- | ------------------- | --- | - | - | - | --- | --- | ---- |  | --------------------- | ------ | ------ | ------ | ------ |
| 1    | Maccabi Tel Aviv    | 12  | 6 | 6 | 0 | 632 | 512 | 120  |  | Maccabi Tel Aviv      |        | 117-79 | 102-83 | 97-84  |
| 2    | Torpan Pojat        | 9   | 6 | 3 | 3 | 529 | 587 | -58  |  | Torpan Pojat          | 95-121 |        | 87-74  | 104-95 |
| 3    | CSA Steaua Bucarest | 8   | 6 | 2 | 4 | 501 | 532 | -31  |  | CSA Steaua Bucarest   | 81-97  | 103-86 |        | 85-84  |
| 4    | BSC Saturn Cologne  | 7   | 6 | 1 | 5 | 506 | 537 | -31  |  | BSC Saturn Cologne    | 90-98  | 77-78  | 76-75  |        |

### Groupe B
| Rang | Équipe             | Pts | J | G | P | Pp  | Pc  | Diff |  | Résultats (dom.\ext.) |        |       |       |  |
| ---- | ------------------ | --- | - | - | - | --- | --- | ---- |  | --------------------- | ------ | ----- | ----- |  |
| 1    | Squibb Cantù       | 8   | 4 | 4 | 0 | 359 | 306 | 53   |  | Squibb Cantù          |        | 91-75 | 82-54 |  |
| 2    | UBSC Vienne        | 6   | 4 | 2 | 2 | 328 | 337 | -9   |  | UBSC Vienne           | 81-84  |       | 84-83 |  |
| 3    | Partizan Tirana    | 4   | 4 | 0 | 4 | 312 | 356 | -44  |  | Partizan Tirana       | 96-102 | 79-88 |       |  |
| 4    | Sporting Portugal* | 0   | 0 | 0 | 0 | 0   | 0   |      |  | Sporting Portugal     |        |       |       |  |

* Le Sporting Portugal était qualifié dans ce groupe, mais s'est retiré avant le début de la compétition.

### Groupe C
| Rang | Équipe               | Pts | J | G | P | Pp  | Pc  | Diff |  | Résultats (dom.\ext.) |       |       |       |  |
| ---- | -------------------- | --- | - | - | - | --- | --- | ---- |  | --------------------- | ----- | ----- | ----- |  |
| 1    | KK Partizan Belgrade | 8   | 4 | 4 | 0 | 363 | 328 | 35   |  | KK Partizan Belgrade  |       | 85-80 | 94-79 |  |
| 2    | USK Prague           | 6   | 4 | 1 | 3 | 347 | 348 | -1   |  | USK Prague            | 97-99 |       | 74-75 |  |
| 3    | Eczacıbaşı           | 6   | 4 | 1 | 3 | 315 | 349 | -34  |  | Eczacıbaşı            | 72-85 | 89-96 |       |  |
| 4    | Zamalek SC*          | 0   | 0 | 0 | 0 | 0   | 0   |      |  | Zamalek SC            |       |       |       |  |

* Zamalek SC était qualifié dans ce groupe, mais s'est retiré avant le début de la compétition.

### Groupe D
| Rang | Équipe            | Pts | J | G | P | Pp  | Pc  | Diff |  | Résultats (dom.\ext.) |        |       |        |        |
| ---- | ----------------- | --- | - | - | - | --- | --- | ---- |  | --------------------- | ------ | ----- | ------ | ------ |
| 1    | Nashua Den Bosch  | 12  | 6 | 6 | 0 | 635 | 456 | 179  |  | Nashua Den Bosch      |        | 95-72 | 119-92 | 122-53 |
| 2    | Sunair Ostende    | 10  | 6 | 4 | 2 | 552 | 502 | 50   |  | Sunair Ostende        | 92-98  |       | 98-87  | 110-65 |
| 3    | Sunderland Saints | 8   | 6 | 2 | 4 | 546 | 523 | 23   |  | Sunderland Saints     | 84-91  | 88-89 |        | 111-74 |
| 4    | BBC Amicale       | 6   | 6 | 0 | 6 | 376 | 628 | -252 |  | BBC Amicale           | 63-110 | 69-91 | 52-84  |        |

### Groupe E
| Rang | Équipe           | Pts | J | G | P | Pp  | Pc  | Diff |  | Résultats (dom.\ext.) |        |       |        |        |
| ---- | ---------------- | --- | - | - | - | --- | --- | ---- |  | --------------------- | ------ | ----- | ------ | ------ |
| 1    | FC Barcelone     | 11  | 6 | 5 | 1 | 660 | 554 | 106  |  | FC Barcelone          |        | 88-93 | 121-95 | 116-90 |
| 2    | ASVEL            | 11  | 6 | 5 | 1 | 559 | 525 | 34   |  | ASVEL                 | 98-105 |       | 108-96 | 87-79  |
| 3    | Budapest Honvéd  | 7   | 6 | 1 | 5 | 529 | 605 | -76  |  | Budapest Honvéd       | 88-126 | 90-92 |        | 88-82  |
| 4    | Murray Edimbourg | 7   | 6 | 1 | 5 | 474 | 548 | -74  |  | Murray Edimbourg      | 80-104 | 67-81 | 76-72  |        |

### Groupe F
| Rang | Équipe           | Pts | J | G | P | Pp  | Pc  | Diff |  | Résultats (dom.\ext.) |       |        |       |  |
| ---- | ---------------- | --- | - | - | - | --- | --- | ---- |  | --------------------- | ----- | ------ | ----- |  |
| 1    | Panathinaïkós    | 10  | 4 | 3 | 1 | 354 | 333 | 21   |  | Panathinaïkós         |       | 87-83  | 90-78 |  |
| 2    | CSKA Moscou      | 10  | 4 | 3 | 1 | 362 | 314 | 48   |  | CSKA Moscou           | 83-80 |        | 93-70 |  |
| 3    | Levski Sofia     | 8   | 4 | 0 | 4 | 314 | 383 | -69  |  | Levski Sofia          | 89-97 | 77-103 |       |  |
| 4    | Al Ittihad Alep* | 0   | 0 | 0 | 0 | 0   | 0   |      |  | Al Ittihad Alep       |       |        |       |  |

* Al Ittihad Alep était qualifié dans ce groupe, mais s'est retiré avant le début de la compétition.

## 2ephase de groupe
La deuxième phase se déroule du 10 décembre 1981 au 11 mars 1982.
| Rang | Équipe               | Pts | J  | G | P | Pp  | Pc  | Diff |  | Résultats (dom.\ext.) |        |        |        |         |        |        |
| ---- | -------------------- | --- | -- | - | - | --- | --- | ---- |  | --------------------- | ------ | ------ | ------ | ------- | ------ | ------ |
| 1    | Maccabi Tel Aviv     | 19  | 10 | 9 | 1 | 953 | 907 | 46   |  | Maccabi Tel Aviv      |        | 87-86  | 88-86  | 115-106 | 100-87 | 112-91 |
| 2    | Squibb Cantù         | 17  | 10 | 7 | 3 | 939 | 816 | 123  |  | Squibb Cantù          | 100-81 |        | 90-74  | 107-89  | 102-84 | 105-78 |
| 3    | KK Partizan Belgrade | 16  | 10 | 6 | 4 | 954 | 910 | 44   |  | KK Partizan Belgrade  | 83-84  | 104-89 |        | 117-98  | 105-76 | 98-83  |
| 4    | FC Barcelone         | 15  | 10 | 5 | 5 | 968 | 931 | 37   |  | FC Barcelone          | 97-99  | 69-68  | 119-85 |         | 108-95 | 113-83 |
| 5    | Nashua Den Bosch     | 12  | 10 | 2 | 8 | 854 | 957 | -103 |  | Nashua Den Bosch      | 93-101 | 78-89  | 92-96  | 83-80   |        | 89-88  |
| 6    | Panathinaïkós        | 11  | 10 | 1 | 9 | 831 | 978 | -147 |  | Panathinaïkós         | 78-86  | 72-103 | 91-106 | 79-89   | 88-77  |        |

## Finale
| 25 mars 1982 20h30 |                                   | Squibb Cantù | 86–80                 | Maccabi Tel Aviv |  | Sporthalle, Cologne Affluence : 8 000 Arbitres : Yvan Mainini, Pedro Hernandez Cabrera |
| 25 mars 1982 20h30 | Score par mi-temps : 44-39, 42-41 |              |                       |                  |  | Sporthalle, Cologne Affluence : 8 000 Arbitres : Yvan Mainini, Pedro Hernandez Cabrera |
| 25 mars 1982 20h30 | Flowers, 23                       | Points       | Berkovich, Silver, 16 |                  |  | Sporthalle, Cologne Affluence : 8 000 Arbitres : Yvan Mainini, Pedro Hernandez Cabrera |

## Équipe victorieuse
Joueurs : 
- No 4 Denis Innocentin ( Italie)
- No 5 Fausto Bargna ( Italie)
- No 6 Giorgio Cattini ( Italie)
- No 8 Bruce Flowers ( États-Unis)
- No 9 Maurizio Maspero ( Italie)
- No 10 Umberto Cappelletti ( Italie)
- No 11 Beppe Bosa ( Italie)
- No 12 Antonello Riva ( Italie)
- No 14 Pierluigi Marzorati ( Italie)
- No 15 C. J. Kupec ( États-Unis)
- No 18 Renzo Bariviera ( Italie)
- Eugenio Masolo ( Italie)
- Antonio Sala ( Italie)
- Valerio Fumagalli ( Italie)

Entraîneur :  Valerio Bianchini ( Italie)